# Infiksna notacija
Infiksna notacija ili infiksni sustav oznaka je uobičajena notacija aritmetičkih i logičkih formula u kojoj su operatori napisani u infiksnom stilu između operanada nad kojima djeluju (npr. 2 + 2). Računala je ne mogu tako lako parsirati kao prefiksnu notaciju (npr. + 2 2) ili postfiksnu notaciju (npr. 2 2 +), ali mnogi je programski jezici koriste kako bi iskoristili pogodnost njene sveopće familijarnosti.
U infiksnoj notaciji, za razliku od prefiksnih i postfiksnih notacija, zagrade koje okružuju skupine operanada i operatora su nužne kako bi se naznačio redoslijed u kojem bi se operacije trebale obaviti. U odsustvu zagrada, određena pravila prednosti i asocijativnosti određuju redoslijed operacija. Ona su objašnjena u članku o redoslijedu operacija.